# Aleja Bohaterów Monte Cassino w Częstochowie
Aleja Bohaterów Monte Cassino – jedna z ulic w Częstochowie, położona na Stradomiu i w dzielnicy Trzech Wieszczów. Na odcinku od ulicy Pułaskiego do ulicy Jagiellońskiej stanowi fragment drogi krajowej nr 43, natomiast dalsza część (oddana do użytku w 2018) jest fragmentem drogi wojewódzkiej nr 908. Jest to droga dwujezdniowa.
Przy skrzyżowaniu z ulicą Słowackiego jezdnie ulicy rozdzielają się – jedna jezdnia przechodzi w ulicę Korczaka, druga w ulicę Śląską.

## Historia
Droga ta, wraz z wiaduktem nad torami kolejowymi i Stradomką, została wybudowana w 1977 roku. Początkowo ulica była określana jako Wiaduktowa.
W 2014 roku oddano do użytku łącznik z ulicą Śląską. Początkowo odcinek ten był określany jako przedłużenie alei Bohaterów Monte Cassino, jednak w marcu 2019 roku fragment ten został przyłączony do ulicy Śląskiej.
8 maja 2018 roku oddano do użytku odcinek drogi od skrzyżowania z ulicą Jagiellońską do ulicy Dźbowskiej, o długości 1,85 km. Odcinek ten jest częścią drogi wojewódzkiej nr 908.